# (400350) 2007 VD84
(400350) 2007 VD84 es un asteroide perteneciente al cinturón de asteroides descubierto el 7 de noviembre de 2007 por Andrew Lowe desde el iTelescope Observatory (Mayhill), Mayhill (Nuevo México), Estados Unidos.

## Designación y nombre
Designado provisionalmente como 2007 VD84.

## Características orbitales
2007 VD84 está situado a una distancia media del Sol de 2,587 ua, pudiendo alejarse hasta 3,368 ua y acercarse hasta 1,807 ua. Su excentricidad es 0,301 y la inclinación orbital 4,317 grados. Emplea 1520,57 días en completar una órbita alrededor del Sol.

## Características físicas
La magnitud absoluta de 2007 VD84 es 17,2. 